# Parroquia Urbana Catedral
La Parroquia Catedral es una de las nueve parroquias que conforman el Municipio Valencia, capital del Estado Carabobo. Junto a la Parroquia Urbana El Socorro conforma el Centro Histórico de Valencia. Además, es la parroquia más pequeña del Estado.

## Geografía
Conforma la parte este del Centro de Valencia y abriga buena parte del urbanismo colonial valenciano —teniendo una de las cuadras más perfectas de una ciudad colonial en Venezuela— y colinas que bajan hasta el río Cabriales. Limita al norte con la Parroquia Urbana San José por la Calle Navas Espinola, al sur con la Parroquia Urbana Santa Rosa por la Calle Comercio, al este con la Parroquia Urbana San Blas por el río Cabriales, y al oeste con la Parroquia Urbana El Socorro por el Boulevard Constitución.

## Población
Para el 2010 se prevé 2116 habitantes aproximadamente, siendo la parroquia menos poblada de Valencia.

## Sitios de interés
- Basílica Catedral de Valencia Nuestra Señora de El Socorro
- Plaza Bolívar de Valencia
- El Monolito
- Edificio Márquez
- Paseo Cabriales
- Puente Morillo
- Casas coloniales de la Calle Colombia

## Transporte

### Norte-Sur
- Avenida Bolívar-Centro (Boulevard Constitución)
- Avenida Urdaneta
- Avenida Boyacá
- Avenida Farriar
- Avenida Martín Tovar
- Avenida 5 de julio
- Avenida Paseo Cabriales

### Este-Oeste
- Calle Navas Spinola
- Calle Arismendi
- Avenida Cedeño
- Calle Vargas
- Calle Rondón
- Calle Independencia
- Calle Libertad
- Calle Colombia
- Calle Páez
- Calle Comercio

### Estación de Metro
- Estación Cedeño

## Etimología
El nombre de la Parroquia Urbana proviene de la Basílica Catedral de Valencia Nuestra Señora de El Socorro, de arquitectura Neoclásica, herencia del pasado colonial de Venezuela.
- Datos: Q2941736